# Hooper (Nebraska)
Hooper é uma cidade localizada no estado americano de Nebraska, no Condado de Dodge.

## Demografia
Segundo o censo americano de 2000, a sua população era de 827 habitantes.
Em 2006, foi estimada uma população de 796, um decréscimo de 31 (-3.7%).

## Geografia
De acordo com o United States Census Bureau, a localidade tem uma área de 1,6 km², sem área coberta por água. Hooper localiza-se a aproximadamente 369 m acima do nível do mar.

## Localidades na vizinhança
O diagrama seguinte representa as localidades num raio de 20 km ao redor de Hooper.